# Partition av en mängd
För andra betydelser, se partition.

Partitionering av en mängd (cirkeln) i sju delar (de färgade områdena).

En partition, eller klassindelning av en mängd är en uppdelning av mängden i delar som inte överlappar och som tillsammans omfattar hela mängden.

## Formell definition
En partition av en mängd {\displaystyle M} är en mängd som består av icke-tomma delmängder till {\displaystyle M} sådan att varje element i {\displaystyle M} tillhör en och endast en av dessa delmängder.
Detta kan formuleras ekvivalent som att {\displaystyle P} är en partition av {\displaystyle M} om:
- Unionen av alla element i {\displaystyle P} är lika med {\displaystyle M} ({\displaystyle P} täcker {\displaystyle M}).
- Varje snitt av två element i {\displaystyle P} är tomt. (Elementen i {\displaystyle P} är disjunkta).

Detta kan skrivas symboliskt:
- {\displaystyle \bigcup _{A\in P}A=M}
- {\displaystyle A\cap B=\emptyset ~~\forall A,B\in P:A\neq B}.

Notera alltså att elementen i {\displaystyle P} inte kallas partitioner, utan {\displaystyle P} kallas partition.

## Exempel
- En mängd innehållande ett element, {\displaystyle \{x\}} kan partitioneras på ett sätt: {\displaystyle \{\{x\}\}}.
- En partitionering av {\displaystyle \{1,2,3\}} är {\displaystyle \{\{1\},\{2,3\}\}}, en annan är {\displaystyle \{\{1,2\},\{3\}\}}.
- Låt Z vara mängden av alla heltal, J alla jämna tal och U alla udda tal. Då är {J, U} en partition av Z.
- Låt Z+ vara alla positiva tal och Z- alla negativa tal. Då är {{0}, Z+, Z-} en partition av Z.

## Antal partitioner
Belltalen, {\displaystyle B_{n}} är antalet möjliga partitioner av en mängd med {\displaystyle n} element. Likaså är Stirlingtalen av andra slaget, {\displaystyle S(n,k)} antalet möjliga partitioner av en mängd med {\displaystyle n} element i {\displaystyle k} olika delar.